# Дриццона
Дриццона (итал. Drizzona) — коммуна в Италии, располагается в регионе Ломбардия, в провинции Кремона.
Население составляет 537 человек (2008 г.), плотность населения составляет 50 чел./км². Занимает площадь 11 км². Почтовый индекс — 26034. Телефонный код — 0375.

## Демография
Динамика населения:

## Администрация коммуны
- Официальный сайт: http://www.comune.drizzona.cr.it/ Архивная копия от 9 мая 2006 на Wayback Machine